# ビレンバッハ
ビレンバッハ (ドイツ語: Birenbach) は、ドイツ連邦共和国バーデン＝ヴュルテンベルク州シュトゥットガルト行政管区のゲッピンゲン郡に属す町村（以下、本項では便宜上「町」と記述する）である。この町は、レギオン・シュトゥットガルト（シュトゥットガルト地域、1992年まではレギオン・ミットレラー・ネッカー）およびシュトゥットガルト欧州大都市圏辺縁部に含まれる。

## 地理

### 位置
ビレンバッハは、ゲッピンゲン郡北部、シュヴェービッシュ・アルプを代表するホーエンシュタウフェン山の西麓の、主にクレッテンバッハ川の谷の右岸側に位置している。町内をビレンバッハ川が流れ、そのやや下流でマールバッハ川に注いでいる。市街地の外の土地は森がほとんどない。

### 自治体の構成
ビレンバッハには、首邑のビレンバッハと小集落シュッツェンホーフ（一部はヴェシェンボイレンに含まれる）、廃村ブレーメンヘーフェが含まれる。

### 土地利用
| 用途                 | 面積 (ha) | 占有率 (%) |
| -------------------- | --------- | ---------- |
| 住宅地               | 36        | 14.2       |
| 商工業地             | 3         | 1.3        |
| レクリエーション用地 | 2         | 1.0        |
| その他市街地         | 7         | 2.8        |
| 交通用地             | 20        | 8.1        |
| 農業用地             | 142       | 56.7       |
| 森林                 | 38        | 15.1       |
| 水域                 | 1         | 0.3        |
| その他               | 1         | 0.4        |
| 合計                 | 250       | 100        |

2022年現在の州統計局のデータに基づく。

## 歴史

### 近世以前
この集落は、シュヴァーベン公領の時代に形成されたが、文献に最初の記録が遺されたのは1414年であった。この村は中世には基本的に3つの領主、すなわちヴェッシェンボイレン騎士領、アーデルベルク修道院領、ゲッピンゲンのオーバーホーフェン修道院領に分割されていた。宗教改革に伴いアーデルベルク修道院領部分とオーバーホーフェン修道院領部分はヴュルテンベルク公領となったが、これ以外の部分はカトリックのヴェッシェンボイレン騎士領に留まり、したがってフォルダーエスターライヒのハプスブルク家のレーエン権下に置かれていた。このためビレンバッハは、宗教上、ヴェッシェンボイレン教区に属すカトリック部分と、ベルトリンゲンの教区に属す福音主義部分に分かれていた。この地域ではヴェッシェンボイレンの支配が続き、1599年までシュタウフェンエック家系のレヒベルク家が治めていた。

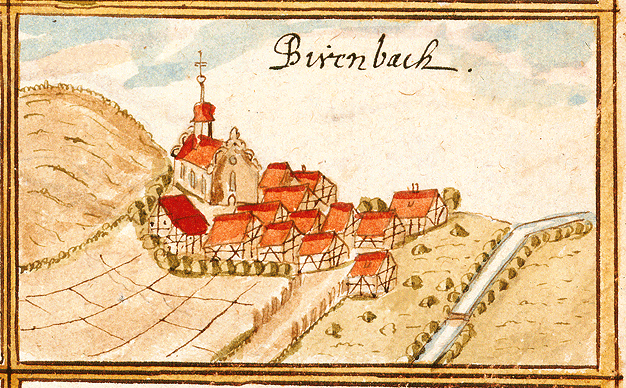
1685年にアンドレアス・キーザーの森林簿に描かれたビレンバッハ

1599年に領主権は帝国財務責任者ツァハリアス・ガイツコフラーのものとなった。ガイツコフラー家断絶後はフライベルク＝アイゼンベルク男爵家がヴェッシェンボイレン領の所有者となった。三十年戦争では、略奪に走った軍勢による襲撃により壊滅的な被害を受け、村は1650年に完全に無人となった。1499年に建設された聖マリア礼拝堂があった場所に、1690年から1692年までの間にカトリックの巡礼教会が建設された。スペイン継承戦争の間、1707年にこの村はフランス軍兵士による新たな略奪を受けた。神聖ローマ帝国滅亡によりヴェッシェンボイレン領は、トゥルン・ウント・タクシス侯領となり、1857年にこの旧騎士領が廃止されるまで、その所有下にあった。

### ヴュルテンベルク王国以後
19世紀初め、ナポレオン戦争の時代に、陪臣化に伴いヴェッシェンボイレン領を含む多くの小さな所領が消滅した。トゥルン・ウント・タクシス家にいくつかの基本的権利が遺されたものの、ほぼ完全にヴュルテンベルクに陪臣化された。1806年に建国されたヴュルテンベルク王国の新たな行政制度が適用され、ビレンバッハはオーバーアムト・ゲッピンゲンに編入され、1827年まで自治体ベルトリンゲンに含まれた。1902年に初めて独自の町役場が建設された。それまで町議会はレストランの奥の部屋で行われていた。1912年のホーエンシュタウフェン鉄道開通によりヴュルテンベルクの鉄道網に接続した。ナチス時代のヴュルテンベルクの郡域再編でこの町は、1938年に新設されたゲッピンゲン郡に編入され、現在もその状態にある。第二次世界大戦後この町は、アメリカ占領地区に創設されたヴュルテンベルク＝バーデン州に属した。この州は1952年に現在のバーデン＝ヴュルテンベルク州に再編された。1963年に町役場が新築された。

## 住民

### 人口推移
出典: 1970年以降のデータは、バーデン＝ヴュルテンベルク州統計局のデータによる。
| 時点           | 人口（人） |
| -------------- | ---------- |
| 1837年         | 247        |
| 1907年         | 269        |
| 1939年05月17日 | 339        |
| 1950年09月13日 | 496        |
| 1970年05月27日 | 1,076      |
| 1983年12月31日 | 1,612      |
| 1987年05月25日 | 1,627      |
| 1991年12月31日 | 1,798      |
| 1995年12月31日 | 1,876      |
| 2000年12月31日 | 1,915      |
| 2005年12月31日 | 1,897      |
| 2010年12月31日 | 1,864      |
| 2015年12月31日 | 1,908      |
| 2020年12月31日 | 1,942      |

### 宗教
ビレンバッハは、中世には3つの土地領主の所領に分かれていた。分割統治されていたことが、1535年にヴュルテンベルクが宗教改革された際に部分的にしか福音主義に改宗しなかった要因である。レヒベルク家がレーエンとして治めていた集落のハプスブルク領部分は、ローマ＝カトリックの信仰に留まった。したがってビレンバッハの教会は伝統的にカトリック教会である。1960年代に元のバロック様式に改修されたカトリックの「悲しみの聖母」巡礼教会は、ロッテンブルク＝シュトゥットガルト司教区ゲッピンゲン＝ガイスリンゲン首席司祭区のゼールゾルゲアインハイト（直訳: 魂の救済会）・ウンテルム・シュタウフェンに属す。
旧ヴュルテンベルク部分は、宗教改革後は近隣のベルトリンゲン教区に属した。1989年まで福音主義教会組織とそれに属す教区は「ベルトリンゲン」と呼ばれていた。1989年に教区と教会は「ベルトリンゲン＝ビレンバッハ」と改名された。ビレンバッハには福音主義の教会堂がある。これは2007年にクライバー + エットレ建築事務所によって教会ホールに改築された。教会ホールにはキーンレ社のオルガンがある。福音主義教会はヴュルテンベルク福音主義州教会のゲッピンゲン教会管区に属している。

## 行政

### 首長
2023年4月21日からミヒャエル・マツァーク (Freie Wähler) が町長を務めている。彼は、2022年11月27日に選挙で 64.9 % の支持票を獲得して当選した。前任者はフランク・アンゾルゲで、2010年に初当選し、2018年に再選された。アンゾルゲは2021年9月に病気になり、12ヶ月間不在の後に辞任した。アンゾルゲは、2001年から2010年まで町長を務めた後アイスリンゲン市の上級市長となったクラウッス・ハイニンガーの後任として町長を務めた。

### 議会
ビレンバッハの町議会は10議席からなる。町議会は、これらの選出された名誉職の議員と議長を務める町長で構成されている。町長は町議会において投票権を有している。

### 紋章
図柄: 金地。下寄りに描かれた青い波帯の上に、赤い舌で威嚇しながら歩く黒い獅子。
紋章の黄色地に黒い獅子はシュタウフェン家治下のシュヴァーベン公領に由来し、かつてこの町がビューレン＝ホーエンシュタウフェン家に属していた事を示している。波帯は町名の由来となったビレンバッハ川を表している。この紋章は1958年にデザインされ、青 - 黄色の旗とともに1959年8月18日に内務省により認可された。

### 共同体
ビレンバッハは、1972年からエストリヒャー・シュールヴァルト自治体行政連合の一員となっている。この自治体行政連合にはアーデルベルク、ベルトリンゲン、レヒベルクハウゼンが含まれ、本部はレヒベルクハウゼンにある。ヴェッシェンボイレン、ベルトリンゲン、アーデルベルクとマールバッハ＝クレッテンバッハタール排水目的連合を形成している。これらの自治体と共同で連合排水処理場を運用している。
この町は、2013年に設立されたエストリヒャー・シュールヴァルト電力網会社の運営に共同出資者として携わっている。これにはアーデルベルク、ベルトリンゲン、レヒベルクハウゼン、ヴェッシェンボイレンも出資している。このため、地元の電力供給の送電網の半分以上を出資者、すなわちこれら町村が所有している。この他の出資者には EnBW がいる。
さらにこの町は、ゲッピンゲン郡景観保全連合 (LEV) およびゲッピンゲン郡経済振興財団 (Wif) にも加盟している。

## 経済と社会資本

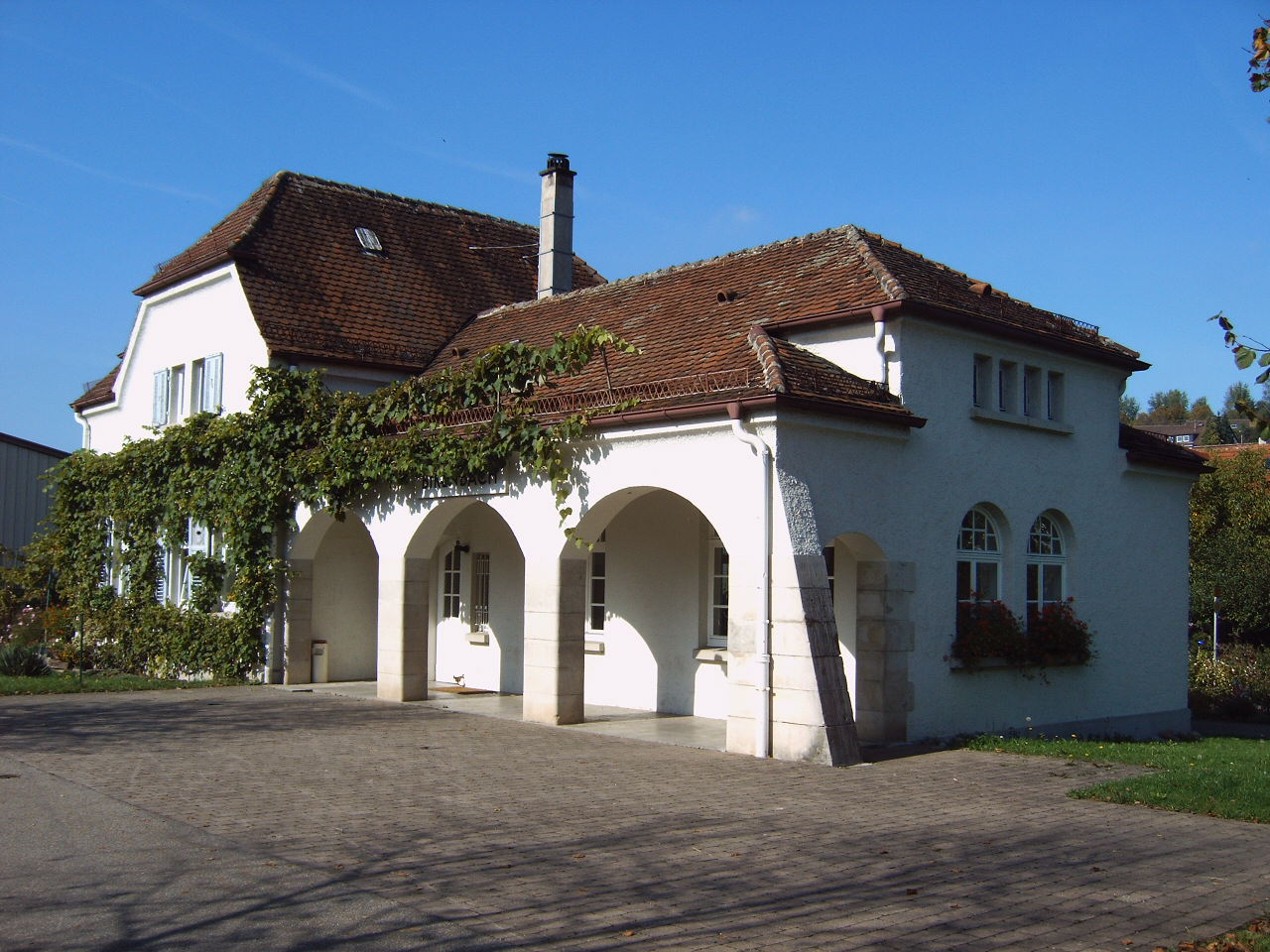
旧ホーエンシュタウフェン鉄道の駅舎

### 交通
ビレンバッハは、連邦道297号線によって全国的な道路網に接続している。かつては、今では廃線になったホーエンシュタウフェン鉄道（シュヴェービッシュ・グミュント - ゲッピンゲン）にも接続していた。旧駅舎は保存されており、現在は民家として利用されている。

### 地元企業
モビテック、フェント、A.ヴェツェルといった企業は、ビレンバッハの機械製造および金属加工分野の小規模ながら特別な技術を持つ会社である。この他には、ヘヒスト＝ヴォーネン・ウント・コッヘン（直訳: 住まいと調理具）、ホッケ・エンジニアリング、TS-イベントテクニック、ライナー・シュマッツァー・インダストリーサービス、シュペート・メディアデザイン、アウト・マルク GmbH、エレクトロモーター・オスヴァルトなどがビレンバッハにある。

### 教育
ビレンバッハには基礎課程学校のフリードリヒ＝フォン＝ビューレン＝シューレがある。この他に2013年から託児所が設けられ、生後2か月からすべての一般的なケアを受けることができる。

## 文化と見所

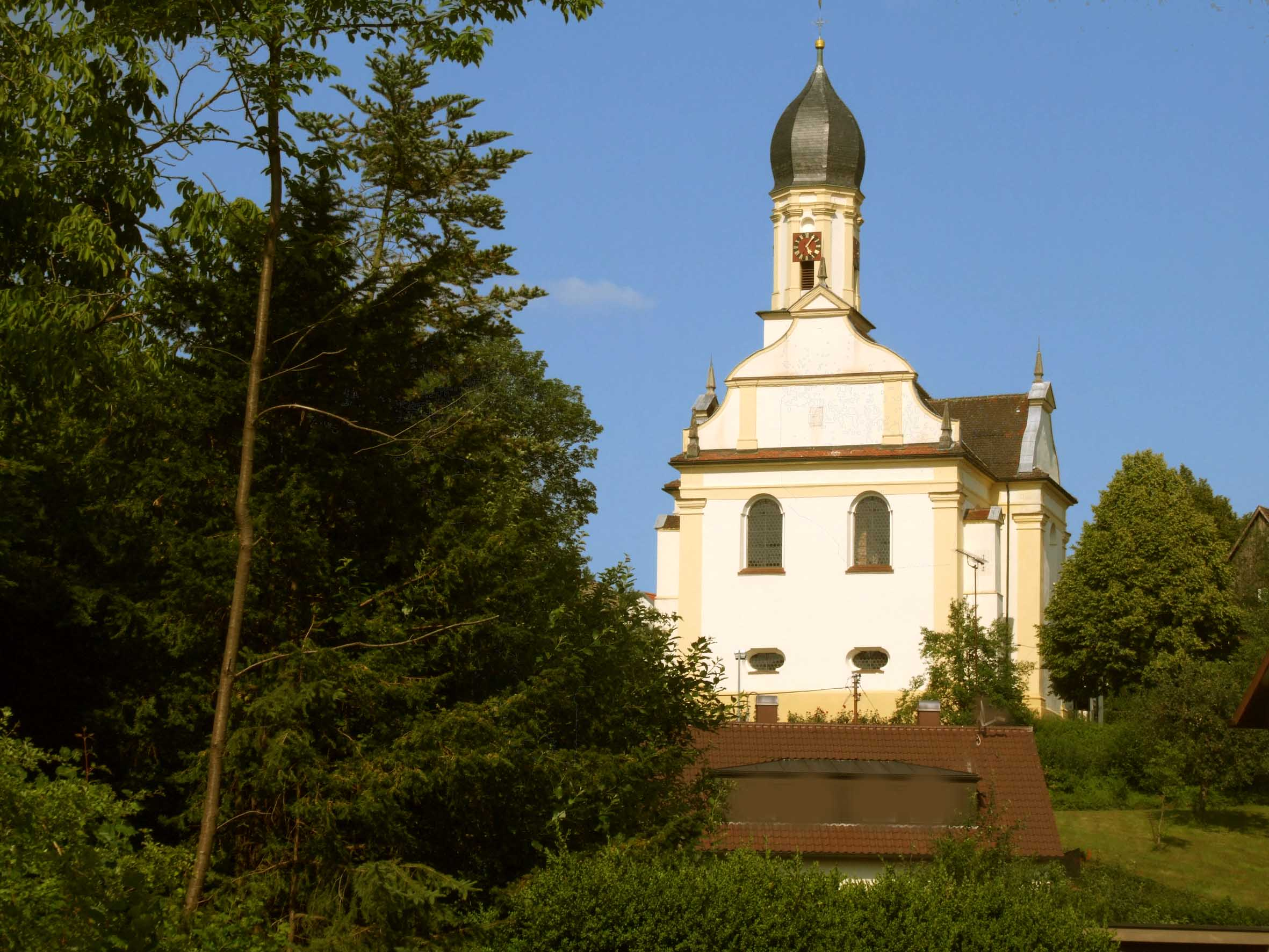
巡礼教会

### 見所
見所は17世紀末に建設された「悲しみの聖母」巡礼教会で、いわゆる「シュヴァーベン農民バロック建築」の、現存する数少ない作例の1つである。

## 関連図書
- Rudolf Moser, ed (1844). “Gemeinde Birenbach”. Beschreibung des Oberamts Göppingen. Die Württembergischen Oberamtsbeschreibungen 1824–1886. Band 20. Stuttgart / Tübingen: Cotta’sche Verlagsbuchhandlung